# Ajba
Ajba is een plaats in Slovenië en maakt deel uit van de gemeente Kanal ob Soči in de NUTS-3-regio Goriška. De plaats telde 69 inwoners op 1 januari 2020.